# 황재풍
황재풍(黃在豊, ?~1909년 11월 1일)은 대한제국의 의병이다.

## 생애
1909년 10월경에 전라남도 장성(長城)·월평(月坪)·광주(光州) 부근에서 의병을 일으켜 군자금 모집 및 일본군과의 교전을 벌였다. 그러다 일본군에게 붙잡혔다 잠시 탈출하기도 하였으나 다시 체포되어 사살되었다.
대한민국 정부는 그의 공훈을 기려 1991년에 건국훈장 애국장을 추서했다.